# Angel metróállomás
Az Angel a londoni metró egyik állomása az 1-es zónában, a Northern line érinti. Itt található a londoni metró leghosszabb mozgólépcsője is.

## Története
Az állomást 1901. november 17-én adták át a City & South London Railway egyik végállomásaként. 1907. május 12-én elkészült a folytatás a Euston felé, azóta átmenő állomásként üzemel. Napjainkban a Northern line része.

## Forgalom
| Járat | Útvonal | Gyakoriság     |
| ----- | --- | -------------- |
|       | (High Barnet és Edgware felől –) Camden Town – Euston – King’s Cross St. Pancras – Angel – Old Street – Moorgate – Bank – London Bridge – Borough – Elephant & Castle – Kennington – Oval – Stockwell – Clapham North – Clapham Common – Clapham South – Balham – Tooting Bec – Tooting Broadway – Colliers Wood – South Wimbledon – Morden | 2-3 percenként |

## Átszállási kapcsolatok
| Állomás | Átszállási kapcsolatok                                                                                         |
| ------- | --- |
| Angel   | Helyi buszok (Angel Islington, St. John Street / Goswell Road, Angel Station, Pentonville Road / Baron Street) |

## Fordítás
- Ez a szócikk részben vagy egészben  az   Angel tube station című angol Wikipédia-szócikk fordításán alapul.  Az eredeti cikk szerkesztőit annak laptörténete sorolja fel. Ez a jelzés csupán a megfogalmazás eredetét és a szerzői jogokat jelzi, nem szolgál a cikkben szereplő információk forrásmegjelöléseként.